# Doina Ignat
Doina Ignat, née le 20 décembre 1968 à Rădăuți-Prut (Botoșani), est une athlète sportive roumaine pratiquant l'aviron. Elle a remporté quatre médailles d'or, une d'argent et une de bronze aux Jeux olympiques. 

## Palmarès

### Jeux olympiques
- 2008 à Pékin,  Chine
  -  Médaille de bronze dans la catégorie huit avec barreur
- 2004 à Athènes,  Grèce
  -  Médaille d'or dans la catégorie huit avec barreur
- 2000 à Sydney,  Australie
  -  Médaille d'or dans la catégorie deux sans barreuse femmes
  -  Médaille d'or dans la catégorie huit avec barreur
- 1996 à Atlanta,  États-Unis
  -  Médaille d'or dans la catégorie huit avec barreur
- 1992 à Barcelone,  Espagne
  -  Médaille d'argent dans la catégorie quatre de couple

### Championnats du monde
- 2007 à Munich,  Allemagne
  -  Médaille d'argent en huit barré
- 2003 à Milan,  Italie
  -  Médaille d'argent en huit barré
- 1999 à Saint Catharines,  Canada
  -  Médaille d'or en huit barré
- 1998 à Cologne,  Allemagne
  -  Médaille d'or en huit barré
  -  Médaille de bronze en deux de couple
- 1991 à Vienne,  Autriche
  -  Médaille de bronze en quatre de couple

### Championnats d'Europe
- 2008 à Athènes,  Grèce
  -  Médaille d'or en huit barré
- 2007 à Poznań,  Pologne
  -  Médaille d'or en huit barré